# جوناثان فيرلاند
جوناثان فيرلاند هو لاعب هوكي الجليد كندي، ولد في 9 فبراير 1983 في سانت ماري في كندا.

## وصلات خارجية
- جوناثان فيرلاند على موقع دوري الهوكي الوطني (الإنجليزية)
- جوناثان فيرلاند على موقع EliteProspects.com (الإنجليزية)
- جوناثان فيرلاند على موقع HockeyDB.com (الإنجليزية)
- جوناثان فيرلاند على موقع Hockey-Reference.com (الإنجليزية)